# Koreamya
Koreamya — рід двостулкових молюсків родини Lasaeidae. Містить 3 види.

## Поширення
Представники роду поширені в припливній зоні на заході Тихого океану.

## Спосіб життя
Коменсали брахіоподів Lingula.

## Види
- Koreamya arcuata (A. Adams, 1856)
- Koreamya setouchiensis Goto, Ishikawa & Hamamura, 2014
- Koreamya sibogai (Prashad, 1932)